# Michael Apitz

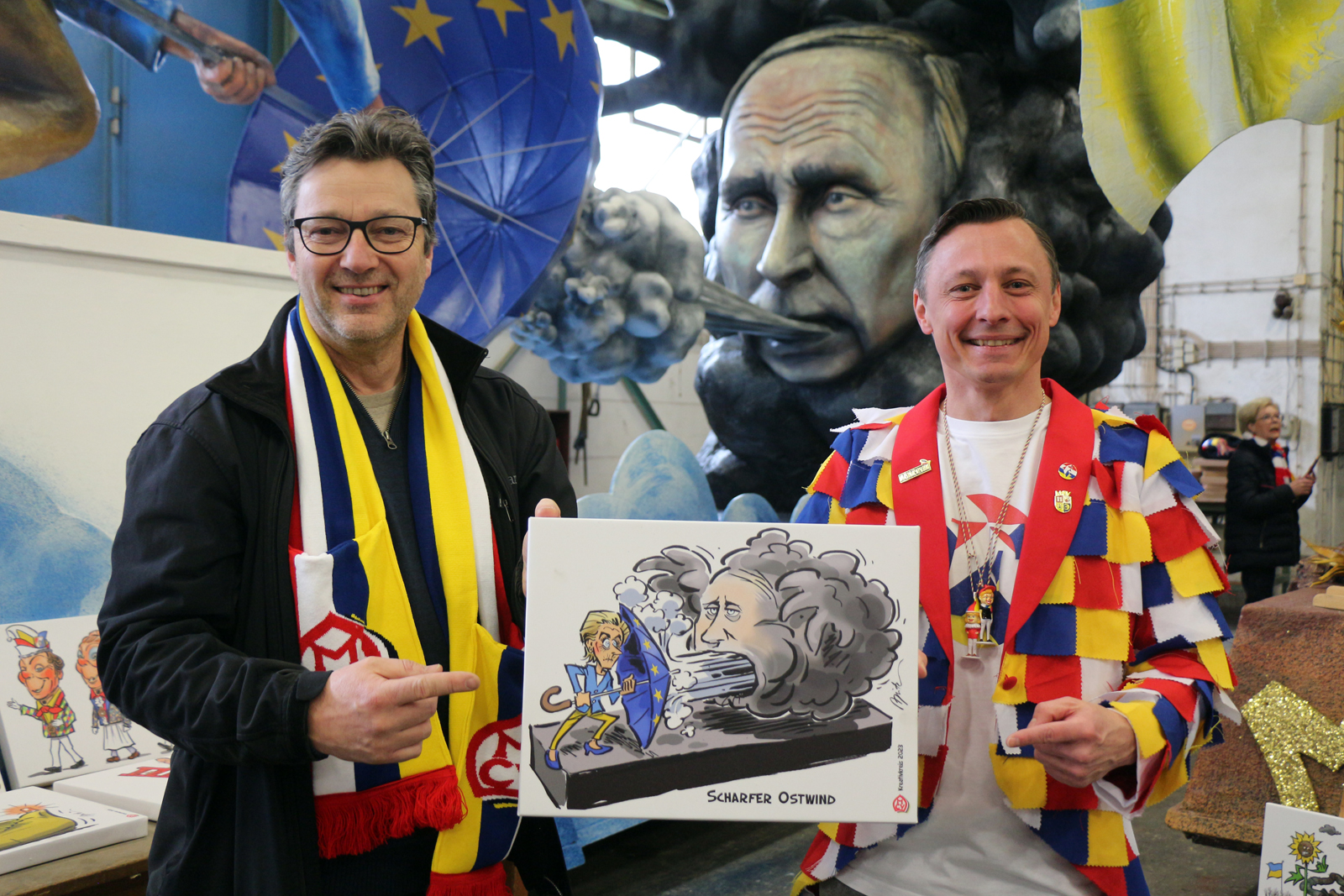
Michael Apitz (links) bei der Präsentation der Motivwagen zum Mainzer Rosenmontagszuges 2023

Michael Apitz (* 4. Juli 1965 in Eltville am Rhein) ist ein deutscher Maler und Comiczeichner.

## Leben
Bereits im Kindergarten und in der Grundschule fiel Michael Apitz’ Talent für Malen und Zeichnen auf. Zu dieser Zeit versuchte er sich in Bleistift und Aquarell, wobei er vor allem Tiermotive bevorzugte.
Auf dem Gymnasium zeichnete er seine ersten Karikaturen, von Mitschülern und vor allen Dingen von Lehrern. Parallel entwickelte er erste Comicfiguren und Geschichten und veröffentlichte erstmals in der Schülerzeitung „Miraculum“ später in der Jugendzeitschrift „Wühlmaus“.
Nach der Bundeswehrzeit erfand er mit seinem Freund Patrick Kunkel und dessen Vater Eberhard die Figur „Karl, der Spätlesereiter“ (1988), die ein solcher Erfolg wurde, dass er sich fast gänzlich aufs Comic-Zeichnen verlegte. Mittlerweile entstanden so zwölf „Karl“-Bände und die Motorradcomicserie „Chris & Marty“ (2003) sowie die Semicomicgeschichten vom „Rheingauner“. Zeitgleich fertigte er Auftragsarbeiten als Karikaturist für verschiedene Zeitschriften, Firmen und Privatpersonen.
Sein Erfolg im Bereich Comic brachte ihm 2001 einen Lehrauftrag für Karikatur an der FH Wiesbaden. Seit 2005 ist Apitz Mitglied der WEINELF-Deutschland, der Fußballmannschaft der Deutschen Weinbranche.
Seit 2007 zeichnet Apitz die Comic-Serie Im Adler-Olymp die zu jedem Heimspiel von Eintracht Frankfurt im Stadionheft erscheint. Jede Folge ist eine Seite lang. Dabei treten ehemalige oder aktuelle Spieler der Eintracht auf, manchmal auch Spieler und Offizielle des gegnerischen Vereins.
Seit der Fastnachtskampagne 2018 unterstützt er das Team um Dieter Wenger bei der Gestaltung der Motivwagen für den Mainzer Rosenmontagszug.

### Karikaturen und Comics

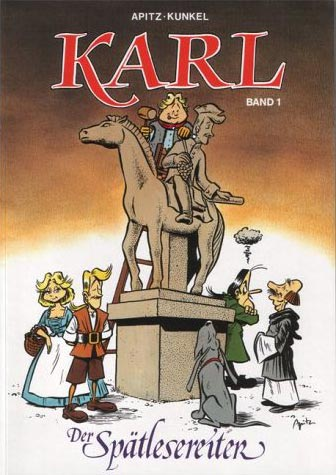
Cover Karl-Comic, Bd. 1
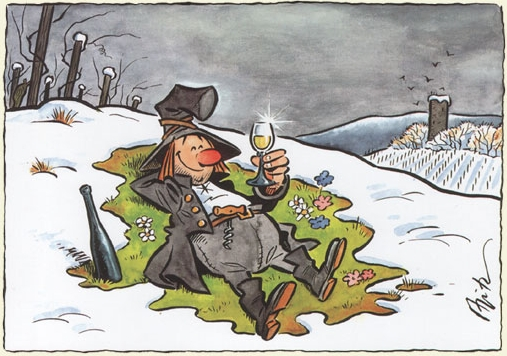
Rheingauner mit Riesling im Schnee „Warm um´s Herz“
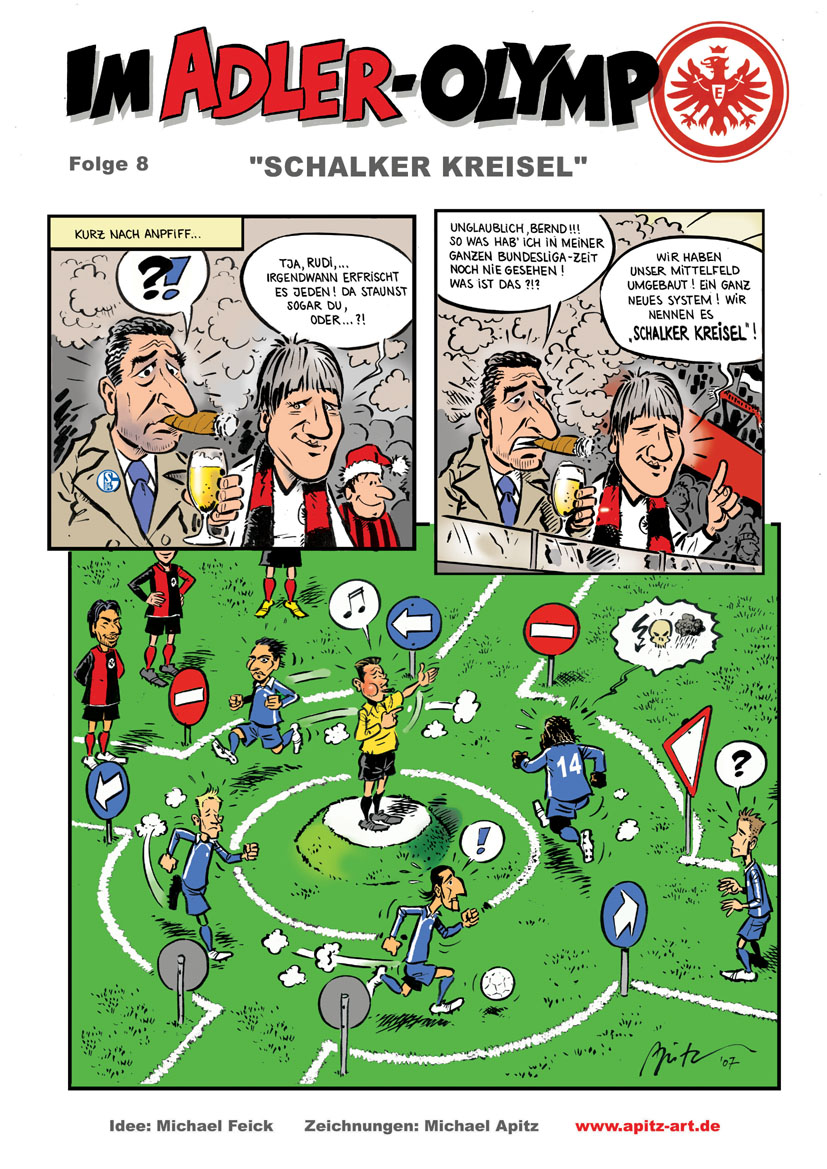
Im Adler-Olymp, Folge 8
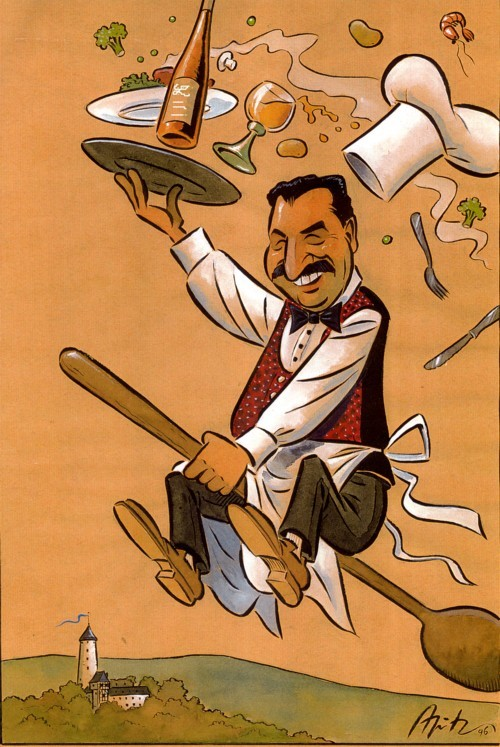
Karikatur Johann Lafer

## Malerei
Im Jahr 2000 machte Michael Apitz sein Diplom bei Guido Ludes an der Fachhochschule Wiesbaden und wählte das Thema Landschaftsmalerei. Mehrere Ausstellungen im Kloster Eberbach, in Wiesbaden, Frankfurt und Berlin folgten.
Im Jahr 2006 entstand das Gemälde Welterbe-Wein-Triptychon, das unter anderem im Kloster Eberbach und in Berlin im Garten der Hessischen Landesvertretung ausgestellt wurde. 2008 gestaltete er in Zusammenarbeit mit dem VDP-Deutschland die Gemäldeserie „13“. Apitz fertigte zudem Gemälde von berühmten Weinbergslagen in Deutschland. Daraus entstand der Kunstband Farben des Weines.
2009 malte Apitz zum Thema 20 Jahre Mauerfall das Gemälde 9. November, das im Foyer des Hessischen Landtags in Wiesbaden ausgestellt ist. 2011 präsentierte der Künstler seinen Zyklus Rheinreise, eine Auseinandersetzung mit der Landschaft des Welterbes Oberes Mittelrheintal.
2013 gestaltete Apitz eine Serie von Stadtlandschaften. Seine Motive fand er dabei in Mainz und Wiesbaden. Diese Serie heißt „urban“ und ist ein malerisches Duett der beiden Landeshauptstädte.
Im Jahr 2015 entstand in Zusammenarbeit mit der Grafikerin Jutta Hofmann eine Gemälde-Skulptur aus massiven Eichenholz Stücken zum Thema Johannes Gutenberg.
2017 schuf Apitz das monumentale Gemälde LUTHER95, ein Porträt des Reformators Martin Luther. Es ist 400 cm hoch und 360 cm breit und besteht aus 95 Einzel-Teilen.
Am 31. Oktober 2017, dem 500. Reformationstag, war das Gemälde LUTHER95 in der Paulskirche Frankfurt bei einer Andachtsstunde der Stadt Frankfurt ausgestellt.

### Gemälde

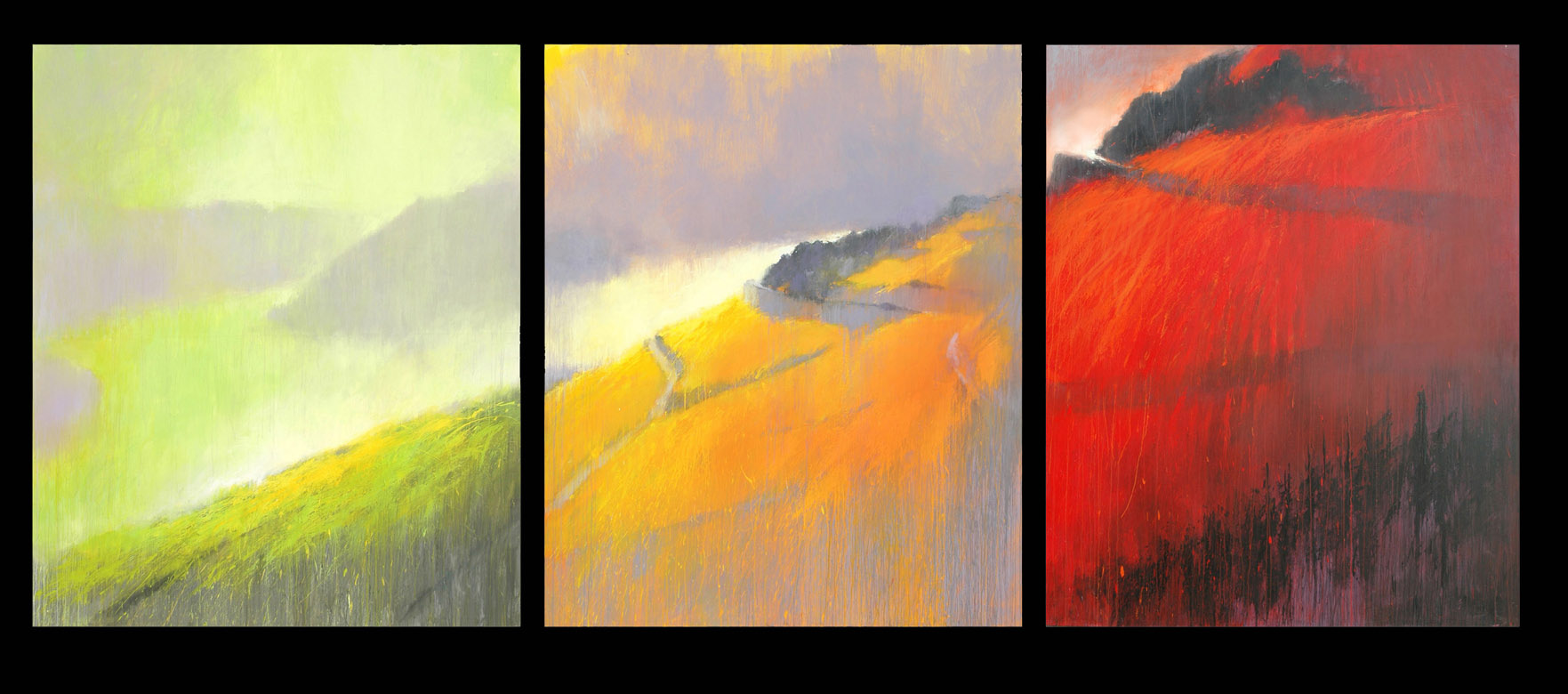
Welterbe-Wein-Triptychon, 2006
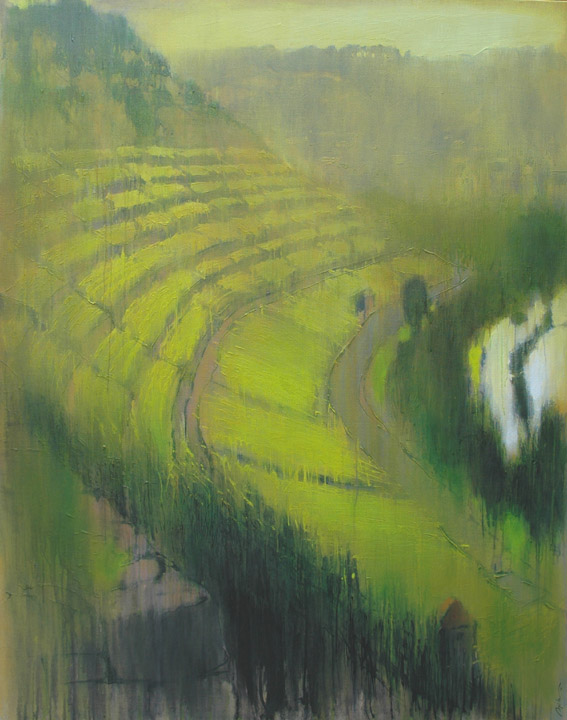
Homburger Kallmuth, Franken, aus der Gemäldeserie „13“
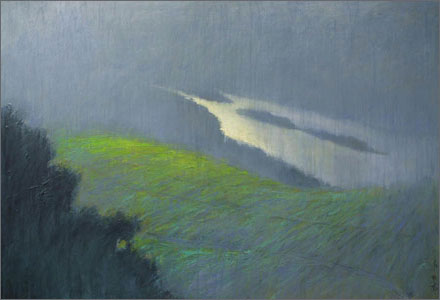
Rüdesheim im Gewitter, 2005
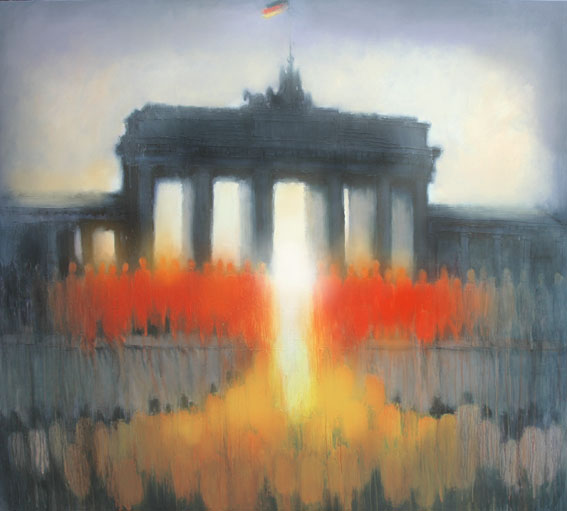
9. November, 2009
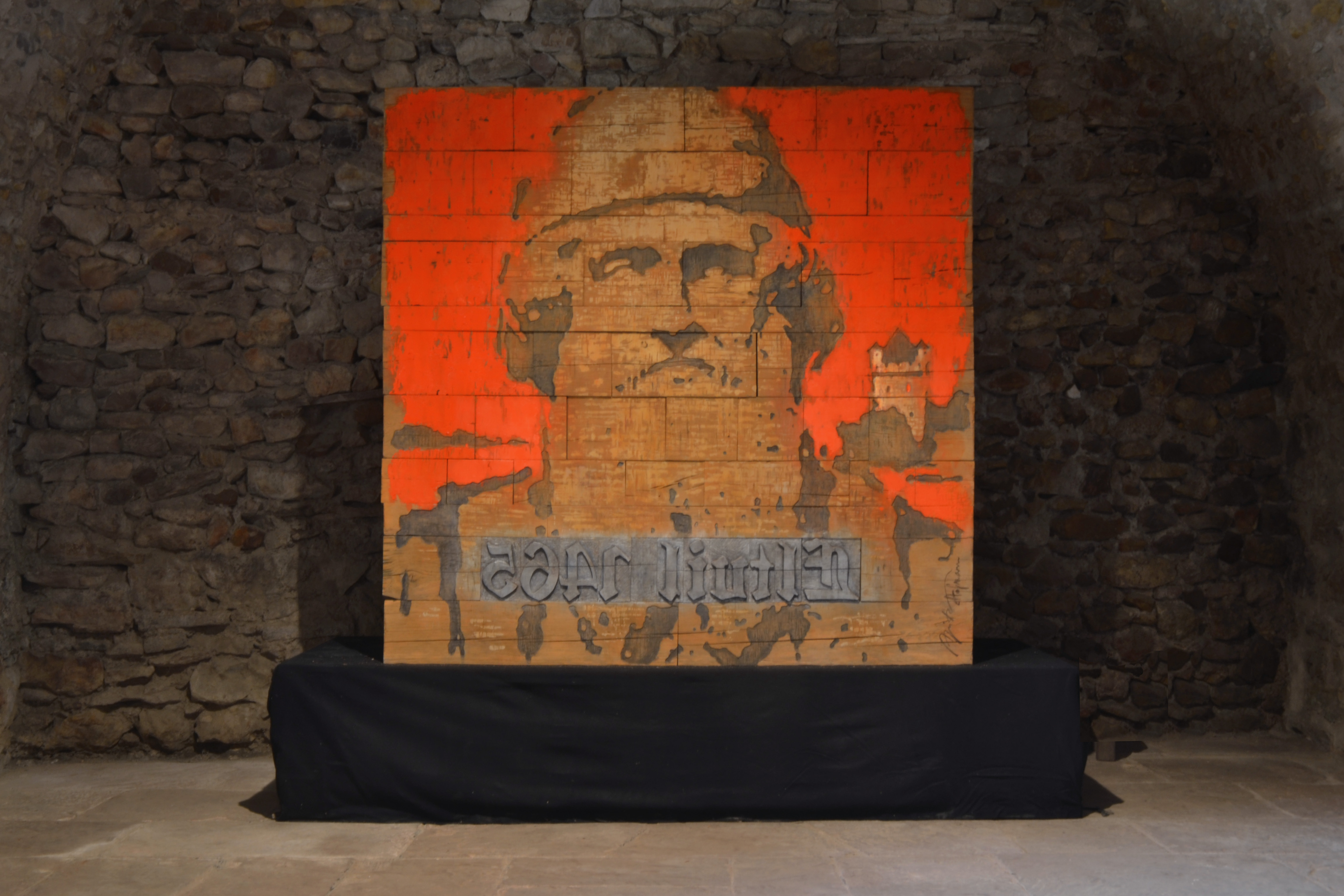
Gemälde-Skulptur Gutenberg, 2015
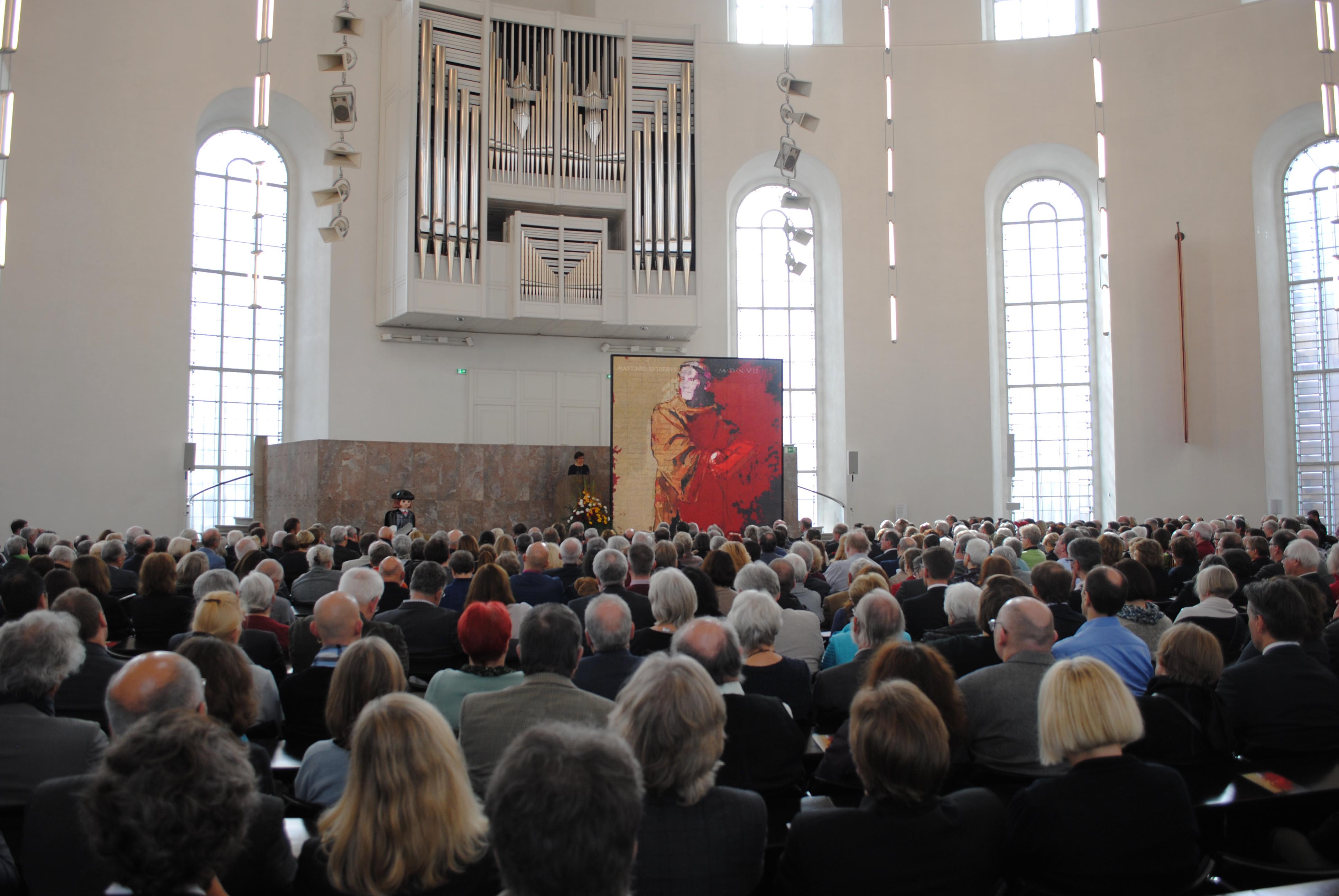
LUTHER95, Paulskirche Frankfurt/M., 31. Oktober 2017
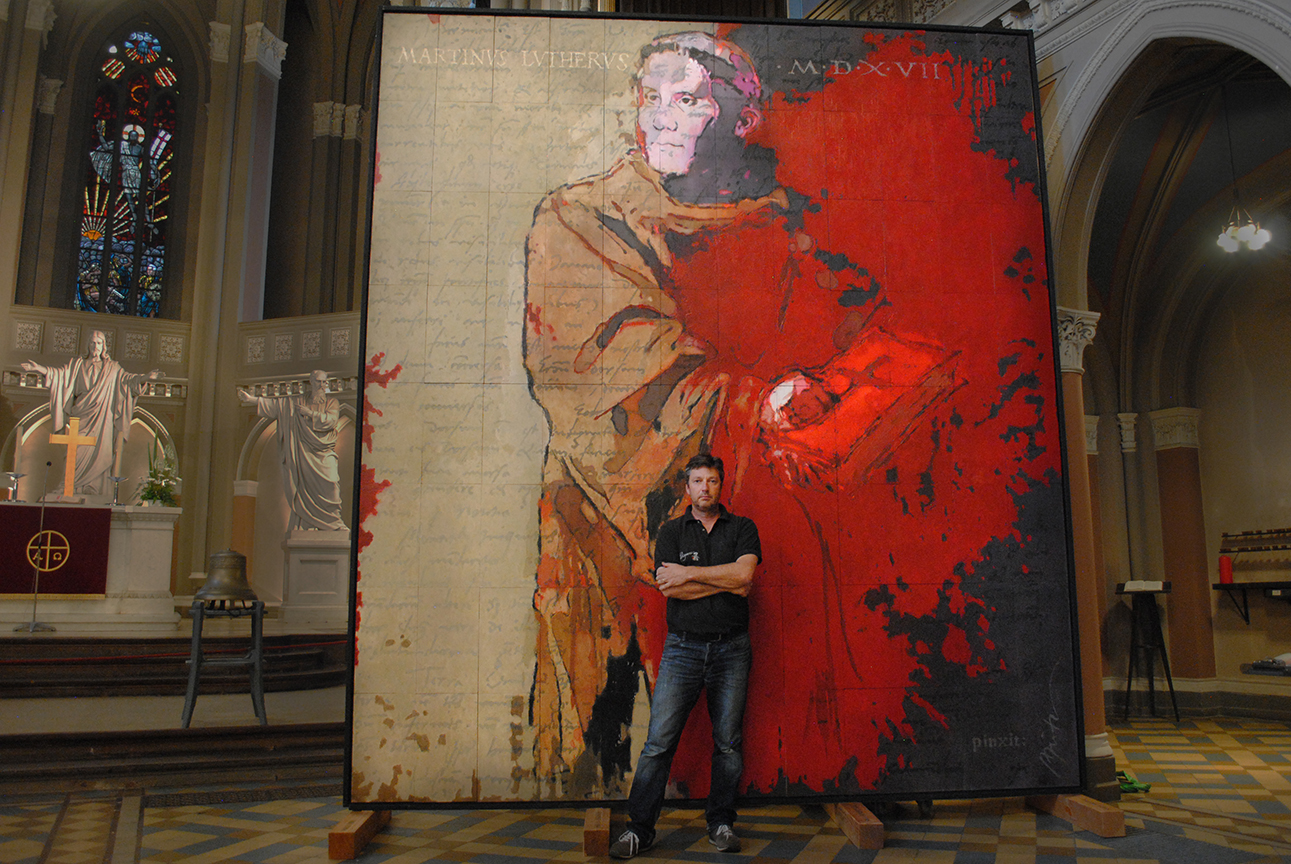
Michael Apitz, Marktkirche Wiesbaden, 2017